# マクシミリアン・フォン・アルコ・アオフ・ファーライ

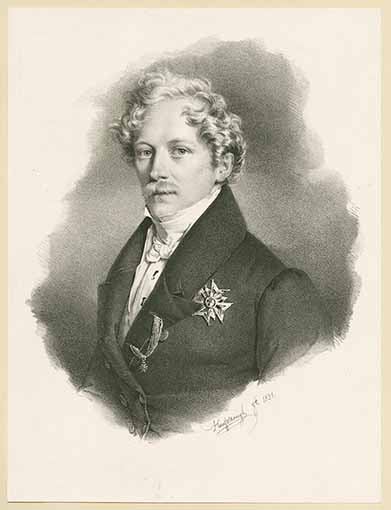
マクシミリアン・フォン・アルコ＝ファーライ伯爵、1831年

ヨハン・マクシミリアン・ヨーゼフ・マリア・フィリップ・クレメンス・フォン・ウント・ツー・アルコ・アオフ・ファーライ（Johann Maximilian Josef Maria Philipp Clemens Graf von und zu Arco auf Valley, genannt Bogen, 1806年4月8日 ミュンヘン - 1875年12月23日 ヴェネツィア）は、ドイツ・バイエルン王国の大土地所有者、政治家。伯爵。

## 生涯
ミュンヘンのヴィルヘルム中等教育学校で1823年アビトゥーア資格を取得。ストラスブール大学、ランツフート大学に遊学するが、1826年にはミュンヘン大学に戻った。同年、学生組合コーアス・イザリアに加入した。
1828年よりバイエルン参議院議員を終身で務めた。また1868年から1870年まで、関税議会のシュヴァーベン3区（ディリンゲン郡・ギュンツブルク郡・ツーシュマルツハウゼン地区）選出の議員を務めた。カトリック保守派のバイエルン愛国党の代表的存在だった。
オーバーエスターライヒ州のザンクト・マルティン及びアウロルツミュンスター、バイエルンのファーライ、アードルドルフ、マルガースドルフ、オーバーケルンバッハ（ランツフート郊外）及びバウムガルテン（ディータースブルク郊外）の領主であった。また、南ドイツ土地信用銀行の共同設立者にも名を連ねた。

## 家族・親族
カール・フォン・アルコ・アオフ・ファーライ伯爵（1769年 - 1856年）とその妻の伯爵令嬢マリア・アンナ・フォン・ザインスハイム（1774年 - 1847年）の間の一人息子。バイエルン選帝侯未亡人マリア・レオポルディーネは義理の叔母にあたり、その2人の息子、アロイス・フォン・アルコ＝シュテッペルク及びマクシミリアン・フォン・アルコ＝ツィンネベルクとは従兄弟同士である。
1832年6月11日ボローニャで、伯爵令嬢アンナ・マレスカルキ（1813年 - 1885年）と結婚。アンナの父方祖父フェルディナンド・マレスカルキ伯爵、母方祖母グロポリ侯爵夫人アンナ・ピエーリ・ブリニョーレ・サーレはいずれもフランス第一帝政期に活躍したイタリア人であった。夫妻の間には8人の子があった。
- カール（1836年 - 1904年） - 1863年伯爵令嬢シャルロッテ・フォン・シェーンボルン＝ブーフハイムと結婚（1869年離婚）。
- フェルディナント（1838年 - 1868年）
- マリア（1841年 - 1923年） - 1865年初代アクトン男爵ジョン・ダルバーグ＝アクトンと結婚。アクトンの母方祖母とマリアの母方曾祖母はアンナ・ピエーリ・ブリニョーレ・サーレを母親とする姉妹同士であった。
- アントン（1842年 - 1909年）
- ルートヴィヒ（1845年 - 1891年）
- レオポルディーネ（1847年 - 1911年）
- マクシミリアン（1849年 - 1911年） - 1892年男爵令嬢エミー・フォン・オッペンハイムと結婚。彼女の父はユダヤ系銀行家エドゥアルト・フォン・オッペンハイム（ドイツ語版）男爵。夫婦の次男アントン・グラーフ・フォン・アルコ・アオフ・ファーライは1919年バイエルン自由州首相クルト・アイスナーを暗殺した。
- エメリッヒ（1852年 - 1909年）

## 引用
1. ↑  Max Leitschuh: Die Matrikeln der Oberklassen des Wilhelmsgymnasiums in München, 4 Bde., München 1970–1976.; Bd. 3, S. 260
2. ↑  Kösener Korps-Listen 1910, 173, 133